# Carlos Baleba
Carlos Noom Quomah Baleba né le 3 janvier 2004 à Douala (Cameroun), est un footballeur international camerounais qui évolue au poste de milieu central à Brighton & Hove Albion.

## Biographie

### Jeunesse
Carlos Baleba naît et grandit à Douala, dans le quartier d'Akwa. Son père était également footballeur qui a fait un essai non-concluant à Saint-Étienne, lui transmet la passion du football et l'entraîne. Il est dans un premier temps formé au Futur Soccer FC où il joue au poste d'ailier droit. À l'âge de 13 ans, il est repéré par l'École de football des Brasseries du Cameroun lors d'un tournoi où il est replacé au milieu de terrain.

### LOSC Lille (2022 à 2023)
Courtisé par de nombreux clubs européens qui voient en lui l'un des meilleurs talents africains de sa génération, il signe en janvier 2022 un contrat avec le LOSC Lille. Il rejoint dans un premier temps le groupe Pro 2 du club. En fin de saison 2021-22, il intègre le groupe professionnel et reste sur le banc lors de matchs du championnat de Ligue 1.
Lors de l'été 2022, le nouvel entraîneur du LOSC Paulo Fonseca fait appel à lui lors des matchs amicaux de préparation où il fait une bonne impression. le 7 août 2022, lors de la première journée de championnat face à l'AJ Auxerre, Baleba fait ses débuts avec les professionnels en entrant à la 84e minute à la place d'Angel Gomes. Après plusieurs entrées en cours de jeu, il connait sa première titularisation lors d'un match de Coupe de France face à Troyes. Il est une nouvelle fois titulaire trois jours plus tard en championnat contre le Stade brestois 29.

### Brighton & Hove Albion FC (depuis 2023)
A l'issue de sa première saison chez les professionnels en France, Carlos Baleba fait l'objet de la plus grosse vente lilloise du mercato estival en rejoignant le Brighton & Hove Albion FC pour un montant de 27 millions hors-bonus. L'ancienne pépite nordiste part découvrir la Premier League et la Ligue Europa, où il affrontera notamment l'Olympique de Marseille, sous les ordres de Roberto De Zerbi.

## Statistiques
| Saison                | Club                      | Championnat           | Championnat | Championnat | Championnat | Coupe nationale | Coupe nationale | Coupe nationale | Coupe de la Ligue | Coupe de la Ligue | Coupe de la Ligue | Compétition(s) continentale(s) | Compétition(s) continentale(s) | Compétition(s) continentale(s) | Compétition(s) continentale(s) | Total | Total | Total |
| Saison                | Club                      | Division              | M.          | B.          | P.d.        | M.              | B.              | P.d.            | M.                | B.                | P.d.              | Comp.                          | M.                             | B.                             | P.d.                           | M.    | B.    | P.d.  |
| 2022-2023             | LOSC Lille                | Ligue 1               | 19          | 0           | 0           | 2               | 0               | 0               | -                 | -                 | -                 | -                              | -                              | -                              | -                              | 21    | 0     | 0     |
| 2023-2024             | LOSC Lille                | Ligue 1               | 2           | 0           | 0           | -               | -               | -               | -                 | -                 | -                 | C4                             | -                              | -                              | -                              | 2     | 0     | 0     |
| Sous-total            | Sous-total                | Sous-total            | 21          | 0           | 0           | 2               | 0               | 0               | -                 | -                 | -                 | -                              | -                              | -                              | -                              | 23    | 0     | 0     |
| 2023-2024             | Brighton & Hove Albion FC | Premier League        | 27          | 0           | 0           | 3               | 0               | 0               | 1                 | 0                 | 0                 | C3                             | 6                              | 0                              | 0                              | 37    | 0     | 0     |
| 2024-2025             | Brighton & Hove Albion FC | Premier League        | 34          | 3           | 1           | 4               | 0               | 0               | 2                 | 1                 | 1                 | -                              | -                              | -                              | -                              | 40    | 4     | 2     |
| Sous-total            | Sous-total                | Sous-total            | 61          | 3           | 1           | 7               | 0               | 0               | 3                 | 1                 | 1                 | -                              | 6                              | 0                              | 0                              | 77    | 4     | 2     |
| Total sur la carrière | Total sur la carrière     | Total sur la carrière | 82          | 3           | 1           | 9               | 0               | 0               | 3                 | 1                 | 1                 | -                              | 6                              | 0                              | 0                              | 100   | 4     | 2     |

### En sélection nationale
| Saison                | Sélection             | Phases finales        | Phases finales | Phases finales | Phases finales | Éliminatoires | Éliminatoires | Éliminatoires | Matchs amicaux | Matchs amicaux | Matchs amicaux | Total | Total | Total |
| Saison                | Sélection             | Compétition           | M              | B              | Pd             | M             | B             | Pd            | M              | B              | Pd             | M     | B     | Pd    |
| --------------------- | --------------------- | --------------------- | -------------- | -------------- | -------------- | ------------- | ------------- | ------------- | -------------- | -------------- | -------------- | ----- | ----- | ----- |
| 2023-2024             | Cameroun              | -                     | -              | -              | -              | 2             | 0             | 0             | -              | -              | -              | 2     | 0     | 0     |
| 2024-2025             | Cameroun              | -                     | -              | -              | -              | 5             | 0             | 1             | -              | -              | -              | 5     | 0     | 1     |
| Total sur la carrière | Total sur la carrière | Total sur la carrière | -              | -              | -              | 7             | 0             | 1             | 2              | 0              | 0              | 9     | 0     | 1     |